# Цабари, Рахель
Рахель Цабари (ивр. רחל צברי‎; род. 27 июля 1909 года, Тель-Авив, Палестина — 16 февраля 1995 года, Израиль) — израильский педагог, политический деятель, депутат кнессета 2-го, 3-го, 4-го, 5-го, 6-го созывов.

## Биография
Рахель Цабари родилась в еврейской семье в Тель-Авиве в Оттоманской Палестине. Рахель училась в школе для девочек в Неве-Цедек, а затем в Семинаре для учителей в Тель-Авиве, училась в Еврейском университете в Иерусалиме.
Цабари работала учителем, в период с 1936 по 1939 год она повышала квалификацию в Великобритании. После возвращения она преподавала в школах Иерусалима и Тель-Авива, а также в Семинаре для учителей в Бейт ха-Керем.
Рахель Цабари работала инспектором образовательных учреждений Иерусалима.
Была активисткой Хаганы, а также членом партии «МАПАЙ». В 1952 году Цабари вошла в состав кнессета 2-го созыва, получив пост умершего Йехезкеля Хена.
Рахель Цабари переизбиралась в кнессет  3-го, 4-го, 5-го, 6-го созывов от «МАПАЙ» и «МААРАХ». В разное время она занимала посты в комиссии кнессета, комиссии по услугам населению, комиссии по внутренним делам и комиссии по образованию и культуре.
В 1957 году Рахель Цабари выступила против предлагаемого проекта по раздельному обучению детей из разных этнических групп. 29 июня 1966 года Рахель Цабари подала парламентский запрос по поводу исчезновения детей репатриантов из Йемена.
Цабари скончалась 16 февраля 1995 года в возрасте восьмидесяти пяти лет.